# Star Wars: Republic Commando
Star Wars: Republic Commando è un videogioco di tipo sparatutto in prima persona ambientato durante le guerre dei cloni nell'Universo espanso di Guerre stellari, questo gioco ha mostrato in anteprima nemici, veicoli e scenari dell'Episodio III.

## Modalità di gioco
Il giocatore comanda il leader della Squadra Delta, ovvero Boss (Delta 38); gli altri personaggi sono Scorch, Fixer e Seven (Delta 62, Delta 40 e Delta 07).
La campagna singleplayer si snoda attraverso tre scenari: La Battaglia di Geonosis, La Missione sull'Incrociatore Acclamator e La Battaglia di Kashyyyk.
- Battaglia di Geonosis: è qui che avviene la prima vera battaglia tra la CSI e la Repubblica, dando inizio alle guerre dei cloni. La squadra sarà incaricata di sabotare le fonderie dei droidi e assassinare il Tenente Geonosiano Sun Fac. Si affronteranno nemici droidi e genosiani.
- Incrociatore Prosecutor: la Repubblica ritrova una nave data per dispersa giorni prima e la squadra Delta è incaricata di investigare sull'accaduto. A bordo, i commando scoprono che l'incrociatore è stato abbordato da mercenari Trandoshani, i quali riescono a catturare due membri di Delta, rendendo la missione più difficile. La missione consisterà nel fermare i Trandoshani e la CSI e salvare i commando catturati.
- La Battaglia di Kashyyyk: in questa missione, la squadra è inizialmente incaricata di salvare un capoclan wookiee di nome Tarfful. Si scoprirà presto il coinvolgimento del generale Grievous nel rapimento del capo wookiee, costringendo Delta ad affrontare le sue guardie personali. Iniziata nelle periferie della città di Kachirho, la missione si sposterà poi in città dove Delta scorterà Tarfful e tenterà di rallentare l'avanzata dell'armata droide.

### Le armi
Nel corso del gioco si possono usare armi principali, armi secondarie, armi personali e dei detonatori:

#### Armi principali
Armi principali, ottenibili procedendo nelle missioni:
- Blaster DC-17m: arma principale che può sparare a ripetizione, la prima arma primaria che si possiede.
- Modulo da cecchino: questo modulo trasformerà il DC-17m in un'arma di precisione, rendendolo più potente ma con un rateo di fuoco notevolmente ridotto.
- Modulo Anticarro: questo modulo trasformerà il DC-17m in un'arma a colpo singolo, progettata per essere utilizzata contro le unità corazzate, come i Super Droidi da Battaglia e i Droidi Ragno.

#### Armi secondarie
Armi ottenibili dai nemici uccisi:
- Arma a particelle: i Geonosiani d'élite posseggono quest'arma per bruciare dall'alto i loro nemici.
- Mitragliatore ACP: arma principale dell'equipaggiamento dei mercenari trandoshani d'èlite, può penetrare gli scudi personali, ma è poco efficace contro i droidi.
- Mitragliatore pesante: arma dei soldati trandoshani d'élite, molto potente.
- Fucile ACP: arma molto potente che fa parte dell'equipaggiamento Trandoshano.
- Fucile a Impulsi: arma devastante che crea un'onda d'urto all'impatto contro il nemico.
- Balestra Wookiee: arma principale dei guerrieri wookie, se caricata al massimo di energia infierisce un colpo micidiale.
- Lanciamissili Wookiee: arma potentissima, utilizzata dagli wookie; se caricato al massimo, spara 5 razzi che agganciano e distruggono il bersaglio.

#### Armi personali
Armi che rimangono per tutta la durata del gioco:
- Vibrolama da polso: la vibrolama utilizza dei generatori ultrasonici compatti per produrre migliaia di micro-vibrazioni al secondo lungo il filo della lama, incrementando la sua capacità di fendere materiali densi. Applicata al polso può dimostrarsi micidiale negli scontri corpo a corpo.
- Blaster DC-15m: quest'arma veniva chiamata anche "pistola blaster", si ricarica a media velocità ed è utile in mancanza di munizioni, ma si surriscalda facilmente.

#### Detonatori
- Detonatore termico: esplosivo da lancio, esploderà dopo un breve periodo.
- Detonatore EC: molto efficace contro i droidi, in grado di destabilizzare i loro circuiti; impiega qualche secondo ad esplodere.
- Detonatore Sonico: esplosivo molto efficace e potente, viene attivato al passaggio di un nemico.
- Detonatore a Lampo: questo detonatore può accecare i nemici umanoidi (non funziona contro i droidi) o stordirli per un certo periodo di tempo. Se il giocatore sarà rivolto verso il lampo dell'esplosione, rimarrà anch'esso accecato.

## Modalità multigiocatore
Il gioco dispone anche di una modalità multigiocatore che si suddivide in 4 tipologie di gioco
- Deathmatch: il più classico nel multiplayer dei giochi sparatutto, il deathmatch (che nel gioco viene abbreviato DM) è un tutti contro tutti che può essere vinto in due modi: il più usato è quello del limite di tempo, ovvero vince chi ha il punteggio più alto quando scade il tempo; un altro modo è quello del limite di punteggio, ovvero il creatore del server mette un limite al punteggio (per esempio 100) e il primo che raggiunge quel limite vince il deathmatch; si possono inoltre incrociare i due modi (ovvero mettere limite di tempo e limite di punteggio assieme), oppure si può non mettere alcun limite in modo tale che il gioco vada avanti all'infinito.
- Deathmatch a squadre: il deathmatch a squadre prevede due squadre che si combattono (Repubblica e Trandoshani); anche in esso possono essere messi limiti di tempo e di punteggio.
- Assalto: anche in assalto ci sono due squadre (Repubblica e Trandoshani), lo scopo è portare la propria bandiera nella base avversaria. Il gioco si suddivide in round di durata prefissata (oppure illimitata), ogni volta che una squadra conquista la base avversaria prende 3 punti; se, invece, entro il tempo limite del round la squadra in attacco non riesce a conquistare la base avversaria, la squadra in difesa riceve 1 punto, e al giocatore che conquista la base avversaria vengono dati 5 punti.
- Conquista la bandiera: anch'essa suddivisa in squadre (Repubblica e Trandoshani), è molto simile ad assalto, solo non ci sono round; consiste nel prendere la bandiera avversaria e portarla alla propria base in modo tale da ricevere punteggio (anche qui si può impostare un limite infinito di tempo e punteggio). Il giocatore che conquista la base avversaria riceve 5 punti mentre quello che riporta la sua bandiera nella sua base riceve 3 punti.

La modalità multiplayer può essere combattuta in queste mappe:
- Motore;
- Kachiro;
- Stallo;
- Deposito;
- Arena A17;
- Arena G9;
- Giardino;
- Guarnigione;
- Cannoniera;
- Nave Fantasma;
- Hangar (che dev'essere scaricata con le patch).

Inoltre vari giocatori detti Mappers hanno creato (tramite un programma che viene scaricato assieme alla patch) delle nuove mappe scaricabili online.
In multigiocatore si possono raggiungere alcuni speciali traguardi:
- Minaccia - 5 uccisioni senza morire
- Cedi alla rabbia - 10 uccisioni senza morire
- Il tuo odio ti rende più forte - 15 uccisioni senza morire
- Non ci sarà nessuno a fermarti questa volta - 20 uccisioni senza morire
- Il lato oscuro - 25 uccisioni senza morire
- Il dominio della galassia - 30 uccisioni senza morire

## Accoglienza
Il gioco è stato accolto da recensioni "generalmente favorevoli" secondo Metacritic.

## Eredità
La Squadra Delta è entrata a far parte dell'immaginario collettivo dei fan di Guerre Stellari.
A partire dal 2005 la scrittrice inglese Karen Traviss ha espanso la storia della Squadra Delta e di altri Commando nei cinque libri Star Wars Republic Commando: Hard Contact, Star Wars Republic Commando: Triple Zero, Star Wars Republic Commando: True Colors, Star Wars Republic Commando: Order 66 e Star Wars Imperial Commando: 501st, tutti pubblicati in italiano nel 2014.
Dopo l'uscita dal canone della saga con l'acquisizione dei diritti da parte della Disney, la Squadra vi è rientrata grazie ad un'apparizione nella serie animata Star Wars: The Clone Wars.
Scorch è riapparso nel 2023 nella serie animata Star Wars: The Bad Batch.